# Кренерит

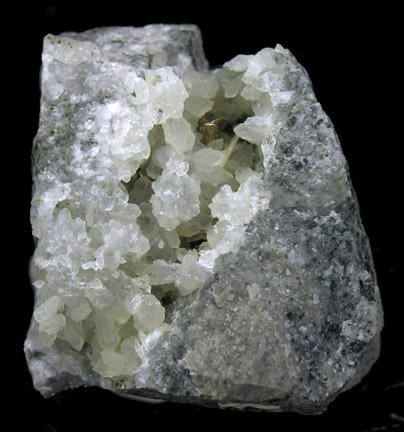
Кренерит у кварці. 3.0 x 2.7 x 2.5 см

Кренерит (рос. креннерит; англ. krennerite; нім. Krennerit m) — мінерал, дителурид золота острівної будови.

## Загальний опис
Хімічна формула: AuTe2.
Au у невеликій кількості заміщається Ag.
Містить (%): Au — 32,99; Te — 59,79; Ag — 7,22.
Сингонія ромбічна.
Короткопризматичні кристали.
Твердість 2-3,5.
Густина 8,6.
Блиск металічний.
Колір сріблясто-білий до латунно-жовтого.
Крихкий.
Непрозорий.
Злом напівраковистий.
Рідкісний.
Зустрічається у Трансільванії (Румунія) в асоціації з кварцом і піритом. Знайдений також в Калгурлі і Мулгаббі (Західна Австралія), в Монбрей-Тауншип (пров. Квебек, Канада) і в районі Кріпл-Крік (штат Колорадо, США).